# Callionima lycastus
Callionima lycastus är en fjärilsart som beskrevs av Walker 1856. Callionima lycastus ingår i släktet Callionima och familjen svärmare. Inga underarter finns listade i Catalogue of Life.